# Sherry (Wisconsin)
Sherry es un municipio del condado de Wood, Wisconsin, Estados Unidos. Tiene una población estimada, a mediados de 2022, de 756 habitantes.

## Geografía
El municipio está ubicado en las coordenadas 44°32′58″N 89°53′43″O / 44.54944, -89.89528. Según la Oficina del Censo de los Estados Unidos, tiene una superficie total de 91.7 km², de la cual 91.4 km² corresponden a tierra firme y 0.3 km² están cubiertos de agua.

## Demografía
Según el censo de 2020, en ese momento había 755 personas residiendo en la zona. La densidad de población era de 8.3 hab./km². El 97.4% de los habitantes eran blancos, el 0.4% eran amerindios, el 0.4% eran asiáticos, el 0.9% eran de otras razas y el 0.9% eran de una mezcla de razas. Del total de la población, el 0.13% era hispano o latino.